# Murilo Amorim Correa
Murilo de Amorim Correa (Campinas, 19 de dezembro de 1926 - São Paulo, 13 de maio de 1997) foi um ator brasileiro.

## Biografia
Iniciou sua carreira como locutor na Rádio América, depois passou para as Emissoras Associadas, atouou em seriados e filmes, mas ganhou fama no cenário humorístico ao integrar o elenco do programa Praça da Alegria nos anos 60, e depois na A praça é nossa nos anos 80; seu papel mais conhecido foi no quadro "Vitório e Marieta", no qual atuava ao lado da comediante Maria Teresa. Outro personagem conhecido foi Jacinto, o donzelo. Em 1988 atuou no programa Veja o Gordo, ao lado de Jô Soares, João José Pompeu e outros famosos comediantes.
Foi a voz do Jotalhão nos comerciais do extrato de tomate Elefante
Morreu de complicações de um infarto do coração em São Paulo a 13 de maio de 1997.

## Cinema
| Ano  | Título                      | Papel     |
| ---- | --------------------------- | --------- |
| 1976 | Sabendo Usar Não Vai Faltar |           |
| 1957 | Absolutamente Certo         | Guilherme |